# Distrito de Chukha
El Distrito de Chukha es uno de los veinte distritos (Dzongkhag) en que se divide Bután. Su capital es Chukha. Cuenta con una población de 68.966 habitantes (2017), de los cuales 27.658 (2017) viven en su ciudad más importante, Phuntsholing.

## Geografía
Ubicado al suroeste de Bután, el distrito limita al este con los dzongkhags de Dagana y Sarpang, al norte con Paro y Timbú y al oeste con Haa y Samtse. Hace frontera al sur con el estado de Bengala Occidental, en la India. Cuenta con una superficie de 1.880 km² y su altitud varía entre los 160 y 4.880 metros. Debido a su relativa lejanía del Himalaya, goza de un clima cálido y húmedo.
Al contrario que la mayoría de distritos, Chukha, junto con Samtse, no contiene áreas protegidas de Bután. Aunque gran parte del sur de Bután contenía áreas protegidas en la década de 1960, la protección ambiental a nivel de parque se volvió insostenible.

## Economía

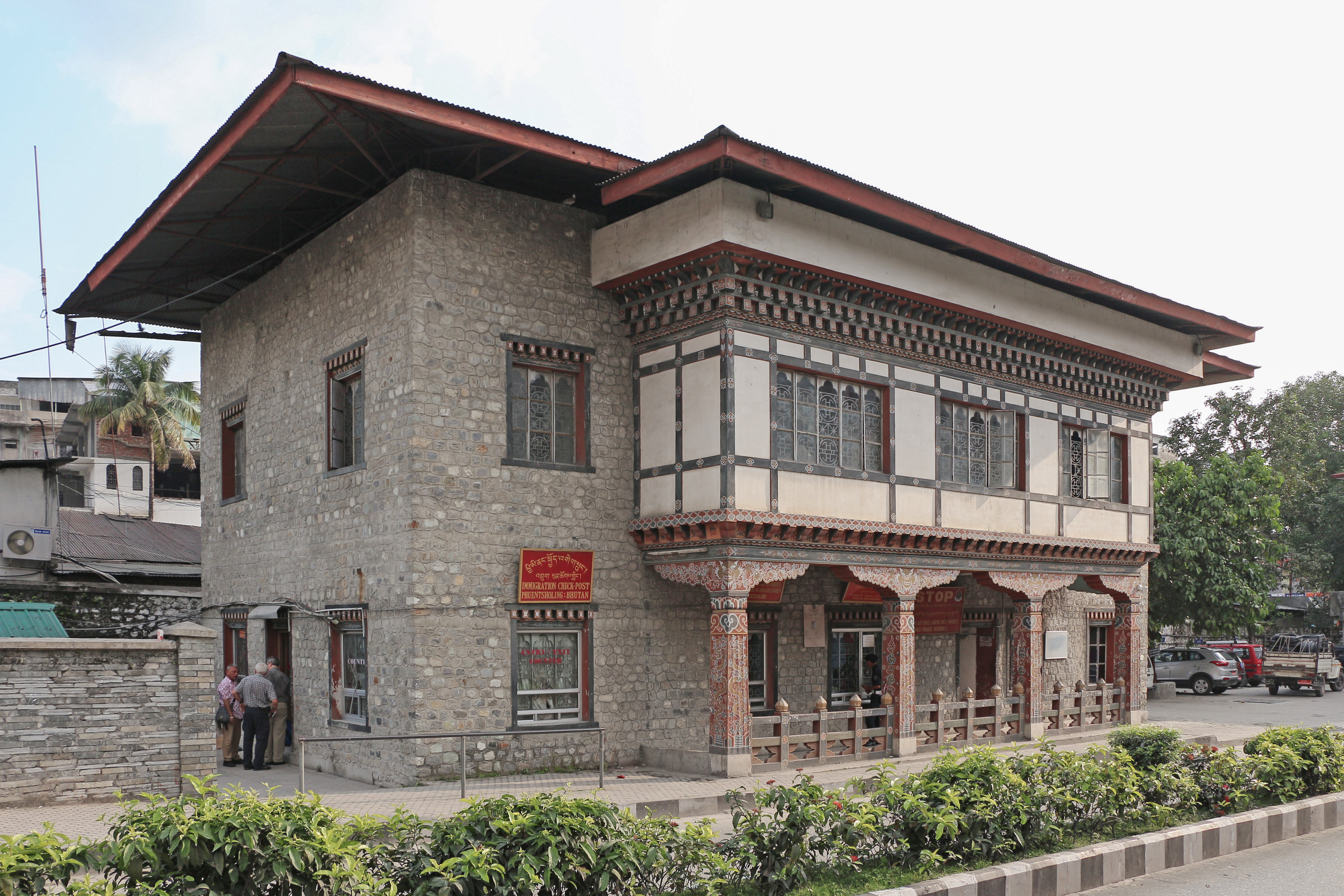
Puesto de control de inmigración, Phuentsholing

Chukha es el centro comercial y financiero de Bután. Con la planta hidroeléctrica más antigua del país, Chukha hydel (completada en 1986-88), y Tala Hydroelectricity Project, la mayor planta energética, Chukha es el dzongkhag que contribuye más a la riqueza de Bután. Estas aprovechan las aguas veloces del río Wang Chhu, que produce 1.500 MW de energía eléctrica. Por otra parte, la mayor parte de la población depende de la ganadería y la agricultura de subsistencia. El arroz es el alimento más cultivado, además de mandarinas y el cardamomo.

## Patrimonio

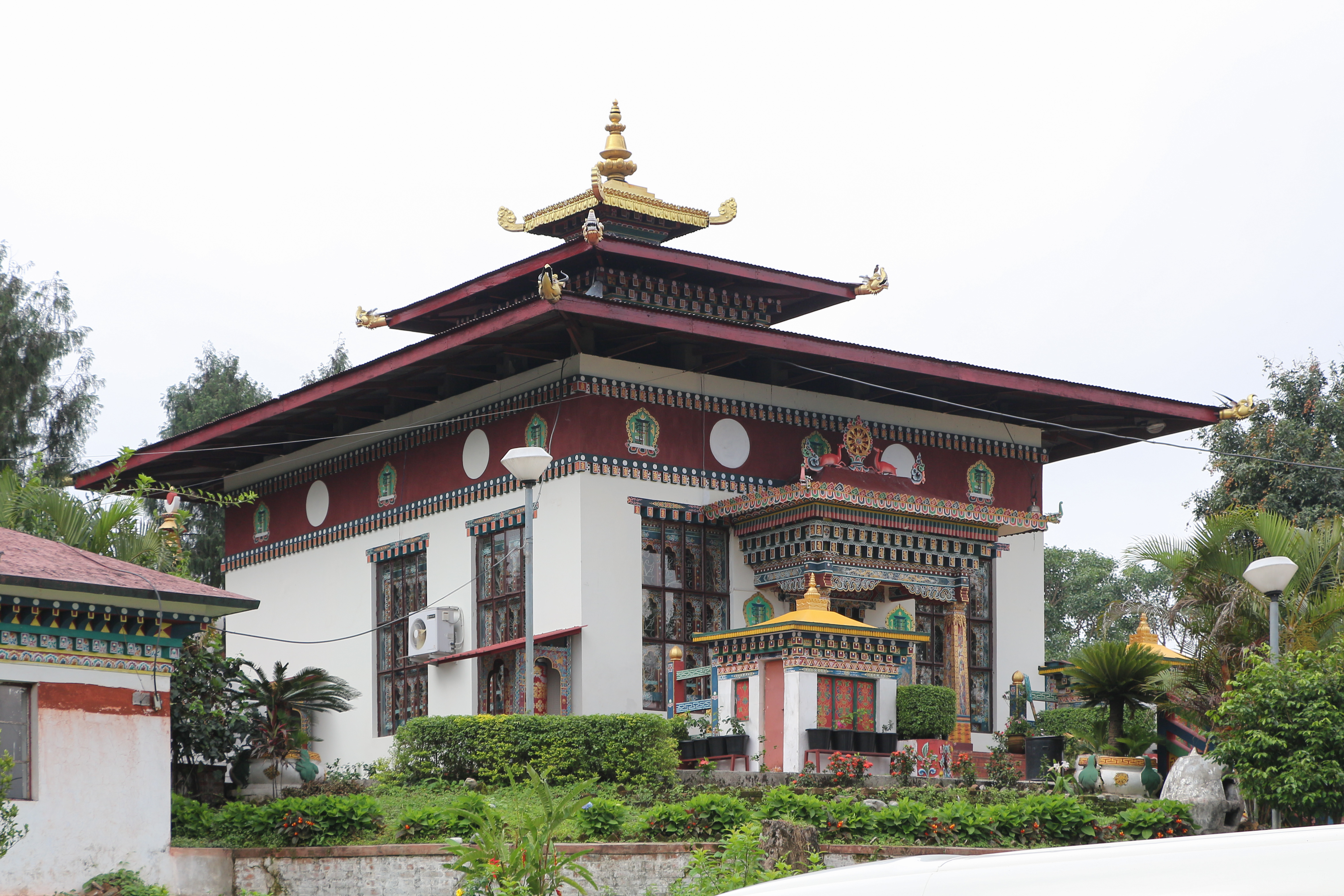
Monasterio de Kharbandi Gompa en Phuentsholing

La región de Chukha cuenta con relevancia religiosa. En este distrito se estableció el monasterio de Jabar Goemba, rodeado de cinco montañas, imitando así la forma de los sombreros religiosos de los lamas. La reliquia principal es una phurba sagrada, una daga ritual, que cuentan que voló al monasterio desde el Tíbet.
Otro lugar religioso es el Tshamdrak Goemba, un monasterio del siglo XVII fundado por Lam Ngawang Drakpa. Contiene varias reliquias como los 100 tambores ceremoniales y una gran losa de piedra que se atribuye a Ap Chundu, la deidad guardiana de Haa.
Pagar Goemba es otro monasterio fundado en 1707 por Gueshe Kuenga Gyeltshen. La leyende establece que mientras realizaba un ritual en un templo próximo, llamado Jangkhocheng (actualmente en ruinas), un cuervo tomó su címbalos y lo dejó caer en el lugar del monasterio. Por el buen presagio, construyó el edificio en dicha ubicación.

## Etnias
En el distrito de Chukha se encuentran dos grupos étnicos principalmente: los ngalop, que son la mayoría y hablan la lengua del país, el dzongkha, y los lhotshampa, una minoría repartida por el sur de Bután. Los lotshampa tienen un idioma propio, el lhotsamkha. También existe la minoría étnica de los lhop, situada en la frontera con el distrito de Samtse, que hablan el lenguaje lhokpu.

## Municipios
El distrito de Chukha, está dividido en once municipios (gewogs):
- Bhalujhora
- Bjacho
- Bongo
- Chapcha
- Dala
- Dungna
- Geling
- Getena
- Logchina
- Metakha
- Phuentsholing